# Naturschutzgebiet Lipperandsee
Koordinaten: 51° 38′ 11″ N, 6° 39′ 26″ O
Das Naturschutzgebiet Lipperandsee liegt auf dem Gebiet der Stadt Wesel im Kreis Wesel in Nordrhein-Westfalen. Das Gebiet erstreckt sich südöstlich der Kernstadt Wesel und südöstlich von Lipperode, einem Weseler Ortsteil. Am südlichen Rand des Gebietes verläuft die Kreisstraße K 12 und westlich die B 8. Nördlich fließt die Lippe und südlich der Wesel-Datteln-Kanal.

## Bedeutung
Für Wesel ist seit 2009 ein rund 50,1 ha großes Gebiet unter der Kenn-Nummer WES-095 als Naturschutzgebiet ausgewiesen. 